# Pavetta hookeriana
Espèce
Synonymes
- Baconia montana Hook.f.[1]
- Ixora hookeriana (Hiern) Kuntze[1]
- Pavetta exellii Bremek.[1]
- Pavetta hookeriana var. hookeriana[1]

Pavetta hookeriana Hiern est une espèce de plantes à fleurs de la famille des Rubiaceae et du genre Pavetta, selon la classification phylogénétique. C'est un arbuste endémique de la ligne montagneuse du Cameroun.

## Étymologie
Son épithète spécifique hookeriana rend hommage au botaniste britannique William Jackson Hooker (ou à son fils, Joseph Dalton Hooker, également botaniste aux Jardins botaniques royaux de Kew).

## Liste des variétés
Selon Catalogue of Life (1 octobre 2017) :
- variété Pavetta hookeriana var. hookeriana
- variété Pavetta hookeriana var. pubinervata

Selon Tropicos (1 octobre 2017) (Attention liste brute contenant possiblement des synonymes) :
- variété Pavetta hookeriana var. hookeriana
- variété Pavetta hookeriana var. pubinervata S.D. Manning

## Distribution
Subendémique, commune, la sous-espèce hookeriana a été observée sur 9 sites dans 3 régions du Cameroun (Nord-Ouest, Ouest, Sud-Ouest). Une localisation sur l'île de Bioko (Guinée équatoriale) est également signalée.

Endémique, très rare, la sous-espèce pubinervata n'est connue que d'un seul site, au mont Cameroun.